# Lepidium rahmeri
Lepidium rahmeri är en korsblommig växtart som beskrevs av Rodolfo Amando Philippi. Lepidium rahmeri ingår i släktet krassingar, och familjen korsblommiga växter. Inga underarter finns listade i Catalogue of Life.